# Mumitroldene
 For alternative betydninger, se Mumitroldene (flertydig). (Se også artikler, som begynder med Mumitroldene)
Mumitroldene (orig. sv. Mumintrollen) er en serie af børnebøger forfattet af den finlandsvenske forfatter og tegner Tove Jansson; bøgernes hovedpersoner er figurerne af samme navn, små snehvide væsener med runde muler og tykke maver.
Mumitroldene er også blevet produceret som tegnefilm (1994), der har været meget populære i Sverige, bl.a. på grund af deres tydelige finlandssvenske accent. Der har også været produceret dukkefilm, som dog ikke har nydt lige så stor popularitet.
I dag er der blevet produceret forskellige former for merchandise: Legetøj til børn, samt kopper og kander, hvor sidstnævnte har været markedsført over for voksne.

## Bogserie
1. De små trolde og den store oversvømmelse (Småtrollen och den stora översvämningen (1945))
2. Kometen kommer (Kometen kommer (1946))
3. Troldkarlens hat (Trollkarlens hatt (1948))
4. Mumifars erindringsbog (Muminpappans memoarer (1950))
5. Farlig midsommer (Farlig midsommar (1954))
6. Troldvinter (Trollvinter (1957))
7. Det usynlige barn og andre historier (Det osynliga barnet och andra berättelser (1962))
8. Mumifar og havet (Pappan och havet (1965))
9. Sent i november (Sent i november (1970))

## Filmatiseringer
Denne liste er ufuldstændig; hjælp gerne med at udfylde den.
- Die Muminfamilie, vesttysk animeret tv-serie fra 1959-60
- Mumitroldene, japansk anime tv-serie fra 1969-70
- Mumidalen, svensk tv-julekalender fra 1973, indgik i den danske i 1980
- Mumitroldene, polsk stop motion-animeret tv-serie fra 1977-82
- I Mumindalen, japansk-finsk animeret tv-serie fra 1990-91